# Jonathan Scherzer
Jonathan Scherzer (* 22. Juli 1995) ist ein österreichischer Fußballspieler.

## Karriere
Scherzer begann seine Karriere beim SV Spittal/Drau. Danach spielte er in den USA bei Athens United. Von dort aus wechselte er nach Deutschland zu Borussia Mönchengladbach. Daraufhin spielte er auch bei TSV 1860 München.
Zur Saison 2013/14 wechselte er zum FC Augsburg. Nach einer Saison bei den A-Junioren debütierte er im Juli 2014 für die Zweitmannschaft der Augsburger, als er am ersten Spieltag der Saison 2014/15 gegen den FV Illertissen in der Startelf stand und in der 72. Minute durch Felix Habersetzer ersetzt wurde. Seinen ersten Treffer erzielte er im August 2014 gegen den FC Bayern München II.
Nach über 70 Einsätzen für die Zweitmannschaft des FCA kehrte er im Jänner 2018 nach Österreich zurück, wo er sich dem Bundesligisten FC Admira Wacker Mödling anschloss. Sein Debüt in der Bundesliga gab er im Februar 2018, als er am 22. Spieltag der Saison 2017/18 gegen den SK Rapid Wien in der Startelf stand.
Nach zweieinhalb Jahren bei der Admira wechselte er zur Saison 2020/21 zum Ligakonkurrenten Wolfsberger AC, bei dem er einen bis Juni 2022 laufenden Vertrag erhielt. Für Wolfsberg kam er insgesamt zu 81 Bundesligaeinsätzen. In der Saison 2024/25 gewann er mit den Kärntnern den ÖFB-Cup. Nach fünf Jahren in Wolfsberg wechselte Scherzer zur Saison 2025/26 zum Ligakonkurrenten SV Ried, bei dem er einen bis 2026 laufenden Vertrag erhielt.

## Erfolge
- Österreichischer Cupsieger: 2025